# The Sweet Hello, The Sad Goodbye (Bassflow Remake)
Uzasadnienie: przecież nie będziemy o każdej reedycji pisali oddzielnego artykułu
The Sweet Hello, The Sad Goodbye (Bassflow Remake) – singel szwedzkiego duetu Roxette wydany w 2012 roku. Miał znaleźć się na albumie Travelling. Został wydany na albumie The Biggest Hits XXX. Jest to nowa wersja piosenki "The Sweet Hello, the Sad Goodbye".

## Lista utworów
1. "The Sweet Hello, The Sad Goodbye (Bassflow Remake)" – 4:48
2. "The Sweet Hello, The Sad Goodbye (Bassflow Remake)" – [Radio Edit] – 3:48